# جان واتسون فاستر
جان واتسون فاستر (انگلیسی: John W. Foster; ۲ مارس ۱۸۳۶ – ۱۵ نوامبر ۱۹۱۷) سیاست‌مدار اهل ایالات متحده آمریکا بود.